# دیوسا کاستلو
دیوسا کاستلو (انگلیسی: Diosa Costello؛ ‏ ۲۳ آوریل ۱۹۱۳ – ۲۰ ژوئن ۲۰۱۳) سرگرمی‌ساز، بازیگر هنرهای نمایشی و تهیه‌کننده اهل پورتوریکو بود که به او لقب «بامب‌شل لاتین» داده بودند. او نخستین آمریکایی هیسپانیک و لاتین بر صحنهٔ تئاتر برادوی بود.
از فیلم‌هایی که وی در آن نقش داشته‌است، می‌توان به خانم سیدی تامسون و گاوبازها اشاره کرد.